# Ptychamalia dorneraria
Ptychamalia dorneraria là một loài bướm đêm trong họ Geometridae.